# حالة عدم الأبوة
في علم الوراثة، تتحقق حالة عدمِ الأبوة عندما يكون الشخص المُفترض ان يكون والد الفرد ليس في الحقيقة الأب البيولوجي.  قد يكون هذا الافتراض من جانب الفرد أو الوالدين أو الطبيب.قد تنجم حالة عدمِ الأبوة عن التبرع بالحيوانات المنوية، التبني غير المفصوح عنه، الجماع مع شركاء متعددين في فترات متقاربة، ممارسة الجنس غير الرضائي وكذلك الأخطاء الطبية، على سبيل المثال، الاختلاطات أثناء عمليات طبية مثل الإخصاب في المختبر والتلقيح الاصطناعي. مع ان هناك بصددها شك، فإن الأسلوب الأكثر موثوقية لإثبات الأبوة هو الاختبارالجيني؛ ومع ذلك، لا يزال هناك احتمال وقوع أخطاء بسبب امكانية حدوث طفرات جينية أو أخطاء في التهديف.
بشكل عام، يتراوح معدل حدوث حالات الأبوة الخاطئة بين 2٪ و 12٪، على الرغم من أنها قد تكون أعلى في بعض السكان. قد يكون لاكتشاف الأبوة غير المتوقعة أو غير المكشوف عنها سابقًا عواقب اجتماعية وطبية. غالبا ما يكون لعدمِ الأبوة بسبب علاقة خارج إطار الزواج لم يتم الكشف عنها سابقًا عواقب وخيمة على العلاقة الزوجية. يعتبر عدم الأبوة ذا صلة طبية عند تفسير نتائج الفحص الوراثي للأمراض الوراثية.

## التعريفات والاستخدامات
ذكر بليس وآخرون (2005). أن الأبوة الخاطئة "تحدث عندما يُعتقد أن الطفل قد أنجب من قبل الزوج (أو الشريك) ولكن في الواقع يكون من ذرية رجل آخر. يشار إلى حالات عدمِ الأبوة أحيانًا باسم الأبوة الخاطئة أو التناقض الأبوي أو الأبوة الخاطئة. على الرغم من أنه يشار إليه أحيانًا باسم الاحتيال في الأبوة ، إلا أن هذا يشير إلى أن سوء التصرف كان متعمدًا وليس عرضياً.
في مراجعة علمية لدراسات عدمِ الأبوة منذ الخمسينيات، ذكر بليس وآخرون أن التستر عن عمد على الحمل العرضي الناجم عن الخيانة الزوجية يفترض غالبًا أنه سبب عدم الأبوة، ولكن هناك العديد من الأسباب الأخرى، «على سبيل المثال، حيث الجنس مع الشريك طويل الأجل لم ينتج أطفالًا فبالتالي المرأة قد تسعى الحمل في مكان آخر.»
وقالوا إن هناك أسباب أخرى قد تكون التبني السري، وسوء التقدير العرضي الناتج عن العلاقات المتعددة في الخلافة الوثيقة وكذلك الأخطاء الطبية، مثل الاختلاطات أثناء عمليات طبية مثل الإخصاب في المختبر والتلقيح الاصطناعي.
في علم الأنساب الجيني، يستخدم المصطلح «عدمِ الأبوة» غالبًا في سياق أوسع للإشارة إلى انقطاع العلاقة بين كروموسوم واي والنسل.
قد يحدث هذا الكسر بسبب التبني الرسمي أو غير الرسمي، أو الاتصال الجنسي قبل الزواج أو خارج نطاق الزواج أو الاغتصاب، أو المرأة التي تربي طفلاً كأنه ابنها لتغطية حمل ابنتها غير المرغوب فيها، أو عندما يستخدم الأفراد لقبًا مختلفًا عن والدهم البيولوجي، مثل والدتهم البيولوجية، اسم الأم قبل الزواج أو اسم زوجة الأب أو استخدام الأسماء المستعارة أو تغيير الاسم القانوني.

## اختبار عدمِ الأبوة
الاختبار الأكثر موثوقية للأبوة هو الاختبارالجيني، المعروف أيضًا باسم اختبار الحمض النووي. تختلف متطلبات الموافقة والمشورة من بلد إلى آخر. ومع ذلك، فإن الاختبار الجيني يعتمد على الاحتمالات وليس دائمًا محددًا.
قال جونز وآخرون. (2010) ان «خصائص العلامات وحقيقة أن يتم تحليلها من قبل البشرالقابلين للخطأ يمكن أن يؤدي إلى التناقضات التي تمثل مشاكل في تحليل النسب.»
قد تحدث السلبيات الخاطئة بسبب انخفاض جودة العينات، أو طفرات الجينات، أو أخطاء التنميط الجيني (عندما يساء فهم النمط الجيني أو يتم تسجيله بشكل غير دقيق).
هناك احتمال أعلى  للدقة عند اختبار الحمض النووي من كلا الوالدين. تزداد الدقة أكثر عندما توافر الحمض النووي من الأخ.

## معدلات حدوث حالات عدمِ الأبوة
الولادة القياسية
من الصعب تقدير عدد حالات الأبوة الخاطئة بدقة، وكانت هناك اختلافات كبيرة في البحث المنشور حول هذا الموضوع.غالبًا ما يتم الإبلاغ عن البيانات المتعلقة بمعدلات غير الأبوة بشكل ملموس للبحث كهدف رئيسي دون تفاصيل كافية، وتتضمن دراسات قليلة جدًا عينات عشوائية.على هذا النحو، لا يمكن إجراء تعميمات صحيحة استنادًا إلى جزء كبير من المؤلفات المتوفرة.
- وجد بيليس وآخرون (2005)  أنه بين عامي 1950 و 2004، تراوحت معدلات الأبوة الخاطئة المنشورة في المجلات العلمية من 0.8 ٪ إلى 30 ٪ بمتوسط قدره 3.7 ٪.[1] وفقًا لدراسة نشرت في مجلة لانسيت، «تم اقتباس المعدلات المرتفعة، لكن غالبًا ما لا تدعمها أي أدلة منشورة أو تستند إلى عينات سكانية غير ممثلة».[5]

دعا توري كينغ ومارك جوبلينج من قسم علم الوراثة في جامعة ليستر معدل 30 ٪ الذي يشار إليه عادة كنسبة لعدمِ الأبوة «خرافة شعبية».
فإن الرقم، وفقا لكينغ وجوبلينج، حوالي 2 ٪. وذكروا أيضًا أن الأبوة الخاطئة تتأثر غالبًا بعوامل ثقافية واجتماعية  واقتصادية، وأنها تحدث بشكل متكرر أكثر بين الأزواج غير المتزوجين.
وخلص عالم الاجتماع مايكل جيلدنغ إلى أن الأرقام المتضخمة قد عممت من قبل وسائل الإعلام وصناعة اختبار الأبوة ونشطاء حقوق الآباء وعلماء النفس التطوريين. ترجع العديد من هذه المبالغة إلى مؤتمر عام 1972 حيث وصلت مناقشتهم الي ان معدل 30% كنسبة لعدم الأبوة هو القائم.
ينص جيلدينح على أن هذه البيانات لا تُظهر سوى حالات عدم الأبوة في الحالات التي يكون فيها الأبوة المتنازع عليها هو سبب اختبار الأبوة.
في الحالات التي كانت فيها النسب المتنازع عليها هي سبب اختبار الأبوة، كانت هناك مستويات أعلى مع حدوث 17 ٪ إلى 33 ٪ (متوسط 26.9 ٪). الأكثر عرضة لخطر التباين الوالدي هم أولئك الذين يولدون لأبوين أصغر سناً، أو لغير المتزوجين والأولاد ذوي المكانة الاجتماعية والاقتصادية المنخفضة، أو من مجموعات عرقية وثقافية معينة.
الولادة غير القياسية
نادرًا ما كشفت الاختبارات الجينية أن الأطفال من الولادات المتعددة لديهم آباء مختلفين، وهو ما يُعرف باسم «الإمداد الزائد غير المتجانس». قدرت إحدى الدراسات أن نسبة حدوث التوائم ثنائية الأم المولودة لنساء أبيض في الولايات المتحدة تبلغ حوالي زوج واحد من بين كل 400 شخص. وجدت دراسة أخرى أن معدل الانتشار يكون زوج واحد تقريبًا في 13000 حالة.
المؤتمر الدولي للنساء الاشتراكيين
خلال فترة الأممية الثانية، انعقدت العديد من مؤتمرات النسوية الاشتراكية الدولية من قبل ممثلي المنظمات النسائية في الأحزاب الاشتراكية التابعة لها.عُقد أول مؤتمران بالتزامن مع المؤتمرات الدولية الرئيسية للأممية الثانية، في حين عُقد المؤتمر الثالث في برن في عام 1915.كانت المؤتمرات بارزة في الترويج لليوم العالمي للمرأة وكانت رائدة في مجموعات مثل منظمة المرأة الاشتراكية الدولية والاتحاد النسائي الديمقراطي الدولي

## شتوتغارت 1907
كان اجتماع النساء الألمانيات في سنة 1906 مصدر دافع لإتمام أول مؤتمر دولي للنساء الاشتراكيين، الذي اُقترح فيه انعقاد مؤتمر للمرأة الاشتراكية بالتزامن مع المؤتمر الدولي الاشتراكي في شتوتغارت في سنواته التالية.
في 17 أغسطس 1907، التقى خمسة وثمانون مندوبًا من خمسة عشر دولة في مركز ليدرهال للثقافة والمؤتمرات في شوتغارت.حيث حضر ممثلون من حركة المرأة الديمقراطية الاجتماعية في ألمانيا، «اللجنة التنفيذية للمرأة في إمبراطورية النمسا»، الاتحاد الوطني للنساء الاشتراكيات في بلجيكا، الأندية النسائية الاجتماعية الديمقراطية في هولندا، اتحاد النساء العاملين بالخياطة في أمستردام، اتحاد جمعيات العاملات السويسريات، لجنة المرأة الاشتراكية في باريس، حزب العمل المستقل في بريطانيا، التحالف لعمل المرأة في إنجلترا، اللجنة النسائية للاتحاد الاشتراكي الديمقراطي، الرابطة النسائية التقدمية الوطنية في الولايات المتحدة، الحزب الاشتراكي الديمقراطي الفنلندي، اتحاد العاملات السويديات، الاتحاد الوطني للعاملات في بريطانيا ومجلة المرأة الاشتراكية في الولايات المتحدة الأمريكية.
أنشأ المؤتمر أمانة مقرها في شتوتغارت وتم اعتماد جريدة كلارا زيتكينز " Die Gleichheit" كجريدة رسمية للنشر. عينت زيتكينز أمينا للمنظمة الدائمة.

## كوبنهاجن 1910
انعقد المؤتمر الدولي للمرأة الاشتراكية الثاني في الفترة من 26 إلى 27 أغسطس 1910 في كوبنهاغن، بالتزامن مع مؤتمر كوبنهاغن العالمي الاشتراكي لعام 1910.وحضر فيه مائة مندوب من سبعة عشر دولة. وكان من بين المجموعات الممثلة النساء الديمقراطيات الاشتراكيات في ألمانيا، ورابطة عمل النساء، واتحاد أندية النساءالاشتراكيات من هولندا والعديد غيرها.
على الرغم من أن المؤتمر تناول عددًا من القضايا بما في ذلك التشريع الاجتماعي والتعليم والصحة العامة ومحاولة القيصر تقليص سيادة فنلندا، إلا أن أكثر مناقشاته حيوية كانت حول حق المرأة في التصويت.
(تطور جدل بين المندوبين الإنجليز الذين فضلوا العمل مع النسويات «البرجوازيين» من أجل ضمان التوسع التدريجي للامتياز والألمان و «اليساريين» الذين شعروا أنه من الأفضل دمج حركة المرأة العاملة في صراع أكبر للطبقة العاملة من أجل كسب الاقتراع العام.وجهة نظر الالمان واليساريين سادت.
يُذكر هذا المؤتمر أيضًا بتأييده لفكرة يوم عالمي للعمل المتضافر للاحتجاج  لحق المرأة في التصويت، على غرار احتفالات «ماي داي» السنوية. وتم إضفاء الطابع المؤسسي على هذا اليوم باعتباره اليوم العالمي للمرأة.

## برن 1915
كان من المقرر عقد المؤتمر النسائي الدولي الاشتراكي الثالث في فيينا في أغسطس 1914، بالتزامن مع مؤتمر فيينا الدولي الاشتراكي. بعد اندلاع الحرب تم إلغاء الحدثين.
في نوفمبر 1914، اتصل رؤساء تحرير الصحيفة النسائية البلشفية 'Rabotnits' بالأمانة الدولية في شتوتغارت، واقترحوا عقد مؤتمر غير رسمي للمرأة اليسارية الاشتراكية. أدت الجهود الإضافية التي بذلتها نساء الحركة الاشتراكية إلى عقد مؤتمر المرأة الاشتراكية الدولي الثالث في برن في الفترة 26-28 مارس 1915.
أدت ظروف الحرب إلى تقييد عدد النساء القادرات على الوصول إلى سويسرا. في النهاية لم يتمكن سوى حوالي ثلاثين مندوبًا من حضور المؤتمر. على الرغم من أن قيادة الحزب الاشتراكي الديمقراطي منعتهم من الذهاب، فقد مثلت النساء الألمان من قبل وفد من سبعة أعضاء برئاسة كلارا زيتكين، سكرتيرة المكتب الدولي للنساء الاشتراكيات ومن بينهم توني سيندر.
وبالمثل أدانت القيادة الاشتراكية الفرنسية المؤتمر، لكن المندوبة الفرنسية لويز سومونو تمكنت من الحضور. كان هناك أربعة مندوبين من المملكة المتحدة يمثلون حزب العمل المستقل والمجلس الدولي للمرأة للمنظمات الاشتراكية والعمل (القسم البريطاني) - ماريون فيليبس وماري لونجمان ومارجريت بوندفيلد وأدا سالتر.
من الدول المحايدة جاء ثلاثة من هولندا واثنان من سويسرا وواحد من إيطاليا. ومثل بولندا مندوب عن الديمقراطية الاجتماعية الإقليمية لمملكة بولندا وليتوانيا، في حين بعثت هيئة الرئاسة الرئيسية للديمقراطية الاجتماعية لمملكة بولندا وليتوانيا والحزب الاشتراكي البولندي اليساري التحيات. 
كان لروسيا وفدان: وفدان من المناشفة - أنجليكا بالابانوف وإرينا إيزولسكايا؛ وأربعة من البلاشفة - إينيسا أرماند وناديزدا كروبسكايا وإيلينا روزميروفيتش وزلاتا ليلينا. تم تلقي رسائل من تيريز شليزنجر من النمسا، وألكسندرا كولونتاي من النرويج، ومندوبين بلجيكيين مُنعوا من الحضور.
كشفت النقاشات في المؤتمر عن بعض الخلافات التي ظهرت حتى بين الاشتراكيين المناهضين للحرب. في حين تم إقرار القرارات المتعلقة بتكاليف المعيشة المرتفعة وضد اضطهاد روزا لوكسمبورغ وأعضاء مجلس الدوما الديمقراطي الاجتماعي بالإجماع، كانت القرارات المتعلقة بالحرب والقومية أكثر إثارة للجدل. كان لينين قد أخذ غرفة خاصة في فولكهاوس حيث استغل منها المندوبين البلشفيين. قام كارل راديك بدور مساعده، حيث نقل تمنياته إلى المشاركين في المؤتمر. قدم البلاشفة مشروع قرار طرحه البلاشفة ودعوا إلى تحويل الحرب الإمبريالية إلى حرب أهلية، وتنفيذ «نشاط ثوري بين الجماهير»، وكسر كامل واستنكار الاشتراكيين المؤيدين للحرب والأمم المتحدة الثالثة.
وقد هزم هذا بتصويت من 21 إلى 6. مشروع قرار كلارا زيتكينز يحمل نفس العدد. كان النقاش حول مكافحة الشوفينية والقومية حادًا بنفس القدر. اقترح البلاشفة تحركًا ثوريًا مشتركًا بين عمال جميع البلدان، بينما طرح الإنجليز قرارًا مؤيدًا للمؤتمر الدولي للمرأة في لاهاي. تم تنفيذ هذا الأخير بتصويت من جميع المندوبين باستثناء البلاشفة والقطب.
القرار والبيان الذي أصدره المؤتمر كرر المصاعب التي كان على النساء العاملات تحملها بسبب الحرب، «الكذبة» بأن الحرب كانت دفاعًا وطنيًا، وألقت باللوم في الحرب على الرأسماليين وسباق التسلح، واقترح على النساء الاشتراكيات من مختلف البلدان تتحد من أجل السلام الدولي، لكنها أهملت الإشارة إلى دعم الأحزاب الاشتراكية الرسمية للحرب، أو تقديم أي وسائل ملموسة لمعارضتها 

## ستوكهولم 1917
عقد مؤتمر غير رسمي في ستوكهولم في الفترة 14-15 من سبتمبر 1917 من قبل المندوبات من مؤتمر زيمروالد الثالث. استعرض المؤتمر أولاً نشاط مؤتمر برن ولاحظ أن بيانات وقرارات زيمروالد اللاحقة «أكدت وشددت على الخطوط الرئيسية» التي وضعتها أولاً النساء الاشتراكيات. كما وافق الاجتماع على قرارات لجنة المرأة الألمانية التابعة للحزب الاجتماعي الديمقراطي المستقل في ألمانيا ومطالب القائدات الاشتراكيات والعمال الفرنسيات اللائي لم يكشفن عن هويتهن بشأن آثار الحرب على النساء والأطفال.
ووردت رسائل تضامن لكلارا زيتكين وأدان قمع جليشيت. كما أشار المؤتمر إلى أنه يتم جمع الأموال في مختلف البلدان لبدء Gleicheit جديد، وخاصة من الإيطاليين. ووردت تقارير ورسائل مكتوبة من فرنسا وبريطانيا والولايات المتحدة وفنلندا، وتم تقديم تقارير شفوية عن وضع النساء الاشتراكيات في ألمانيا والنمسا وبلغاريا وفنلندا وروسيا ورومانيا والسويد وسويسرا. انتهى المؤتمر بتعهد متجدد لنساء الحركة الاشتراكية بالاقتراب على أساس قراري بيرن وزيمروالد. 
لم يتم نشر قائمة مكتوبة بالحضور، ولكن من المعروف أن المندوبات التاليات حضرن مؤتمر زيمروالد الثالث: تيريز شليزنجر، روزا بلوخ، كاثي دونكر، إليزابيث لوزاتو، أنجليكا بالابانوف
ينص الإعلان على أن النساء والأطفال يعانون من الإيذاء أثناء النزاع المسلح بسبب «القمع والعدوان والاستعمار والعنصرية والهيمنة الأجنبية والقهر الأجنبي». يحظر الإعلان على وجه التحديد الهجمات والقصف على السكان المدنيين (المادة 1) واستخدام الأسلحة الكيميائية والبيولوجية على السكان المدنيين (المادة 2). تلزم المادة 3 الدول بالامتثال لبروتوكول جنيف لعام 1925 واتفاقية جنيف لعام 1949. كما يطالب الإعلان الدول باتخاذ تدابير لإنهاء «الاضطهاد والتعذيب والإجراءات العقابية والمعاملة المهينة والعنف» خاصة عندما تستهدف النساء والأطفال. وكذلك الاعتراف بـ «السجن والتعذيب وإطلاق النار والاعتقالات الجماعية والعقاب الجماعي وتدمير المساكن وعمليات الإخلاء القسري» كأفعال إجرامية.
بعض الحقوق غير القابلة للتصرف منصوص عليها في الإعلان، مثل الحصول على الغذاء والمأوى والرعاية الطبية، والتي يجب توفيرها للنساء والأطفال المحاصرين في حالات الطوارئ.
وأخيراً، يشير الإعلان إلى الطبيعة الملزمة لأصول معاهدات القانون الدولي الأخرى وهم الإعلان العالمي لحقوق الإنسان، العهد الدولي الخاص بالحقوق المدنية والسياسية، العهد الدولي الخاص بالحقوق الاقتصادية والاجتماعية والثقافية، وإعلان حقوق الطفل.